# Герменешть (Дринчень, Васлуй)
Герменешть, Герменешті (рум. Ghermănești) — село у повіті Васлуй в Румунії. Входить до складу комуни Дринчень.
Село розташоване на відстані 307 км на північний схід від Бухареста, 34 км на північний схід від Васлуя, 52 км на південний схід від Ясс.

## Населення
За даними перепису населення 2002 року у селі проживали 2162 особи, усі — румуни. Усі жителі села рідною мовою назвали румунську.